# 小野打泰子
小野打 泰子（おのうち やすこ、旧姓：塩見、1964年8月19日 - ）は、日本の航空自衛官。

## 経歴
東京都出身。青山学院中等部・高等部を経て、青山学院大学国際政治経済学部国際政治学科を卒業し、1987年（昭和62年）、航空自衛隊に一般幹部候補生第77期として入隊。入隊の動機は大学で国際情勢や安全保障論関係について学ぶうちに、今後も各国の情勢や軍事戦略などの情報分析をしたいと考え受験した。航空自衛隊幹部候補生学校を卒業し、職種は「情報」となるが、当時、幹部候補生学校を卒業したての3等空尉は、北海道のレーダーサイトが初任地となるのが通例であったが、そのレーダーサイトに女性用トイレがないため、航空幕僚監部調査部が最初の配属先となる（航空資料作業隊兼務）。初めての部隊長勤務は青森県三沢基地の第1警戒資料処理隊。
2013年（平成25年）3月には防府南基地の航空教育隊第1教育群司令を務め、同年6月に行われた第59回航空自衛隊防府南基地開庁記念行事では観閲指揮官を務めた。
2017年（平成29年）9月、ミサイル防衛を担当する第6高射群に航空自衛隊初の女性高射群司令に就任した。就任当時はまさに北朝鮮が立て続けに弾道ミサイルを発射し、日本上空を通過した直後で、24時間携帯電話を手放せない緊張感があったが、戦闘部隊で国防の一翼を担いたいという思いもあり、指揮官として勤務できることにやりがいも感じたという。
2018年（平成30年）8月の人事により空将補に昇任し、統合幕僚監部報道官に就任。第4術科学校長兼熊谷基地司令を経て、2022年（令和4年）3月17日に中部航空警戒管制団司令兼入間基地司令に就任。2023年（令和5年）8月29日、退官。

## 年譜
- 1987年（昭和62年）03月：航空自衛隊入隊（第77期一般幹部候補生）[4]
- 1988年（昭和63年）02月：航空資料作業隊 兼 航空幕僚監部調査部[4]
- 1992年（平成04年）08月：航空総隊司令部[4]
- 1997年（平成09年）04月：航空自衛隊幹部学校入校（第45期指揮幕僚課程）
- 1998年（平成10年）03月：北部航空方面隊司令部情報班長[4]
- 1999年（平成11年）03月：情報本部分析部分析官[4]
- 2001年（平成13年）03月：航空幕僚監部調査部調査課計画班員[4]
- 2004年（平成16年）04月：作戦情報隊第1警戒資料処理隊長[4]
- 2005年（平成17年）04月：航空幕僚監部調査部調査課情報2班長[4]
- 2007年（平成19年）
  - 1月1日：1等空佐に昇任[2]
  - 8月：航空自衛隊幹部学校入校（第52期幹部高級課程）
- 2008年（平成20年）
  - 3月：統合幕僚学校入校（第4期統合高級課程）
  - 8月1日：航空幕僚監部運用支援・情報部情報課計画班長[4]
- 2009年（平成21年）12月1日：西部航空警戒管制団基地業務群司令[4]
- 2011年（平成23年）02月1日：航空幕僚監部運用支援・情報部情報課情報運用室長[1][4]
- 2013年（平成25年）03月28日：航空教育隊第1教育群司令[4]
- 2014年（平成26年）03月26日：航空幕僚監部総務部総務課総務調整官[4]
- 2016年（平成28年）04月1日：航空教育集団司令部総務部長[4][11]
- 2017年（平成29年）09月24日：第6高射群司令[4][12]
- 2018年（平成30年）08月1日：空将補に昇任、統合幕僚監部報道官[7]
- 2019年（令和元年）08月23日：航空自衛隊第4術科学校長 兼 熊谷基地司令[8][13]
- 2022年（令和04年）03月17日：中部航空警戒管制団司令 兼 入間基地司令に就任[9]
- 2023年（令和05年）08月29日：退官[10]